# Scherpe spiegelmot
De scherpe spiegelmot (Cydia succedana) is een nachtvlinder uit de familie Tortricidae, de bladrollers. De scherpe spiegelmot heeft gaspeldoorn, heidebrem, rolklaver en brem als waardplanten. In 1992 is de soort als biologische bestrijder van gaspeldoorn ingezet in Nieuw-Zeeland.

## Voorkomen in Nederland en België
De scherpe spiegelmot is in Nederland een schaarse en in België een vrij algemene soort, die verspreid over vrijwel het hele gebied kan worden gezien. De soort vliegt van april tot in september in twee generaties.